# Leszcz, Warmińsko-Mazurskie
Leszcz [lɛʂt͡ʂ] (tiếng Đức Heeselicht) là một ngôi làng thuộc khu hành chính của Gmina Dąbrówno, thuộc huyện Ostródzki, Warmińsko-Mazurskie, phía bắc Ba Lan. Nó cách Dąbrówno khoảng 4 kilômét (2 mi)  về phía đông, cách  Ostróda 31 km (19 mi)  về phía nam và cách thủ phủ khu vực Olsztyn 48 km (30 mi) về phía tây nam.
Ngôi làng có dân số 230 người.